# Miroslav Žižka
Miroslav Žižka (* 16. September 1964 in Chomutov) ist ein tschechischer Offizier. Er wurde am 28. Oktober 2011 zum Generalmajor befördert.
Žižka besuchte von 1982 bis 1986 die Hochschule des Heeres in Vyškov (Vysoká vojenská škola pozemního vojska ve Vyškově).
Seine militärische Laufbahn begann er als Führer eines MotSchützenzuges. Nachdem er bis zum Kommandeur des Aufklärungsbataillons einer mechanisierten Brigade aufgestiegen war, wurde er erstmals im Rahmen der SFOR eingesetzt. Von Januar bis Dezember 1997 war er Chef des Stabes des 6. mechanisierten Bataillons des tschechischen Kontingents, das zu der unter britischer Führung stehenden Multinationalen Division Süd-West mit Hauptquartier in Banja Luka gehörte. Sein zweiter Einsatz dauerte von Oktober 2001 bis April 2002; in dieser Zeit fungierte er als Erster Verbindungsoffizier des SFOR-Kommandeurs am Stationierungsort des Stabilization Force Support Command in Zagreb. Anschließend war er von 2002 bis 2005 Assistent des Leiters Operationsführung im Allied Joint Force Command Brunssum. Im Jahr 2006 wurde er Leiter der Abteilung Gefechtsaufklärung und elektronische Kampfführung des Verteidigungsministeriums, bevor am 1. April 2008 seine Ernennung zum Stellvertreter des Oberbefehlshabers der Landstreitkräfte erfolgte. Seit dem 1. Januar 2010 ist Žižka Erster Stellvertreter des Chefs des Generalstabs der Streitkräfte der Tschechischen Republik.
Žižka ist verheiratet und Vater einer Tochter und eines Sohnes.